# Agrilus abstersus
Agrilus abstersus es una especie de insecto del género Agrilus, familia Buprestidae, orden Coleoptera.
Fue descrita científicamente por Horn, 1891.
Se distribuye por América Central y América del Norte. Especie nativa de México.